# Siebenkampf-Länderkampf der Frauen 1981 Sowjetunion – BR Deutschland
| 6. Leichtathletik-Länderkampf mit bundesdeutscher Beteiligung 1981 | 6. Leichtathletik-Länderkampf mit bundesdeutscher Beteiligung 1981 |
| ------------------------------------------------------------------ | ------------------------------------------------------------------ |
|                                                                    |                                                                    |
| Siebenkampf-Vergleich der Frauen: Sowjetunion – BR Deutschland     |                                                                    |
| Austragungsort                                                     | Leningrad                                                          |
| Wettbewerbe                                                        | 1                                                                  |
| Datum                                                              | 13./14. Juni                                                       |
| 1. URS 2. FRG                                                      | 24.326 Punkte 19.714 Punkte                                        |
| Chronik                                                            |                                                                    |
| ← URS-FRG 10kampf (M)                                              | GBR-FRG-POL (M) →                                                  |

Im sechsten Vergleich des Länderkampfjahres 1981 traten die bundesdeutschen Mehrkämpferinnen wie ihre männlichen Kollegen am 13./14. Juni in Leningrad gegen die Sowjetunion an. Eine Premiere stellte die neue Form des Mehrkampfs für die Frauen dar. Anstelle eines Fünfkampfs gab es ab 1981 einen Siebenkampf. Elf Mehrkampfbegegnungen zwischen diesen Teams hatte es zuvor gegeben, sieben hatte die Sowjetunion gewonnen, vier die Bundesrepublik Deutschland, der letzte Vergleich war im Vorjahr an die bundesdeutschen Vertreterinnen gegangen.

## Modus
Jede Mannschaft konnte maximal fünf Vertreterinnen stellen, von denen die vier Besten durch Addition ihrer Punktzahlen gewertet wurden.

## Ergebnis
In der Einzelwertung gab es auch in diesem Jahr wieder einen bundesdeutschen Sieg. Doch nur zwei bundesdeutsche Vertreterinnen konnten den Wettkampf mit sieben vollbrachten Übungen beenden. In die Teamwertung kamen neben den Punkten dieser beiden Athletinnen auch die Punkte, die von den drei Siebenkämpferinnen, die den Wettkampf nicht beendet hatten, bis zu ihrer Aufgabe erzielt worden waren. So mussten die bundesdeutschen Siebenkämpferinnen eine Niederlage hinnehmen, die wegen der ausgeschiedenen Wettkämpferinnen mit 19.714 zu 24.326 Punkten sehr hoch ausfiel.

## Legende
Kurze Übersicht zur Bedeutung der Symbolik – so üblicherweise auch in sonstigen Veröffentlichungen verwendet:
| DNF | nicht im Ziel (did not finish) |
| DNS | nicht am Start (did not start) |

## Resultat

### Siebenkampf
| Platz | Name                  | Nation | Punkte | 100 m Hürden | Kugel- stoßen | Hoch- sprung | 200 m   | Weit- sprung | Speer- wurf | 800 m       |
| ----- | --------------------- | ------ | ------ | ------------ | ------------- | ------------ | ------- | ------------ | ----------- | ----------- |
| 1     | Sabine Everts         | FRG    | 6301   | 13,70 s      | 12,87 m       | 1,83 m       | 23,64 s | 6,52 m       | 32,14 m     | 2:09,10 min |
| 2     | Galina Schulschenko   | URS    | 6127   | 14,22 s      | 15,04 m       | 1,68 m       | 24,79 s | 6,12 m       | 38,00 m     | 2:08,80 min |
| 3     | Natalia Korotajewa    | URS    | 6084   | 13,59 s      | 14,31 m       | 1,71 m       | 24,73 s | 5,83 m       | 39,38 m     | 2:11,20 min |
| 4     | Natalja Schubenkowa   | URS    | 6080   | 13,73 s      | 12,95 m       | 1,71 m       | 24,55 s | 6,03 m       | 39,38 m     | 2:11,01 min |
| 5     | Nadeschda Winogradowa | URS    | 6035   | 14,22 s      | 14,01 m       | 1,71 m       | 24,30 s | 6,15 m       | 33,10 m     | 2:11,00 min |
| 6     | Marina Spirina        | URS    | 5913   | 14,13 s      | 12,43 m       | 1,68 m       | 25,05 s | 6,16 m       | 35,38 m     | 2:09,49 min |
| 7     | Cornelia Sulek        | FRG    | 5843   | 14,43 s      | 14,48 m       | 1,74 m       | 25,58 s | 6,06 m       | 36,32 m     | 2:21,71 min |
| DNF   | Anke Köninger         | FRG    | 4130   | 13,91 s      | 11,14 m       | 1,74 m       | 24,78 s | 5,30 m       | DNS         |             |
| DNF   | Iris Künstner         | FRG    | 3440   | 14,76 s      | 12,76 m       | 1,83 m       | 25,06 s | DNS          |             |             |
| DNF   | Monika Krolkiewicz    | FRG    | 3345   | 14,47 s      | 13,84 m       | 1,65 m       | 25,28 s | DNS          |             |             |